# Keputon
Keputon is een bestuurslaag in het regentschap Batang van de provincie Midden-Java, Indonesië. Keputon telt 2962 inwoners (volkstelling 2010).